# Bleicher Klee
Der Bleiche Klee oder Moränen-Klee, Geröll-Klee (Trifolium pallescens) ist  Pflanzenart aus der Gattung Klee (Trifolium) in der Unterfamilie der Schmetterlingsblütler (Faboideae) innerhalb der Familie der Hülsenfrüchtler (Fabaceae). Er darf aber nicht mit Trifolium pallidum verwechselt werden, der manchmal auch mit dem deutschen Trivialnamen Bleicher Klee bezeichnet wird oder mit dem Blassgelben Klee (Trifolium ochroleucum).

## Beschreibung

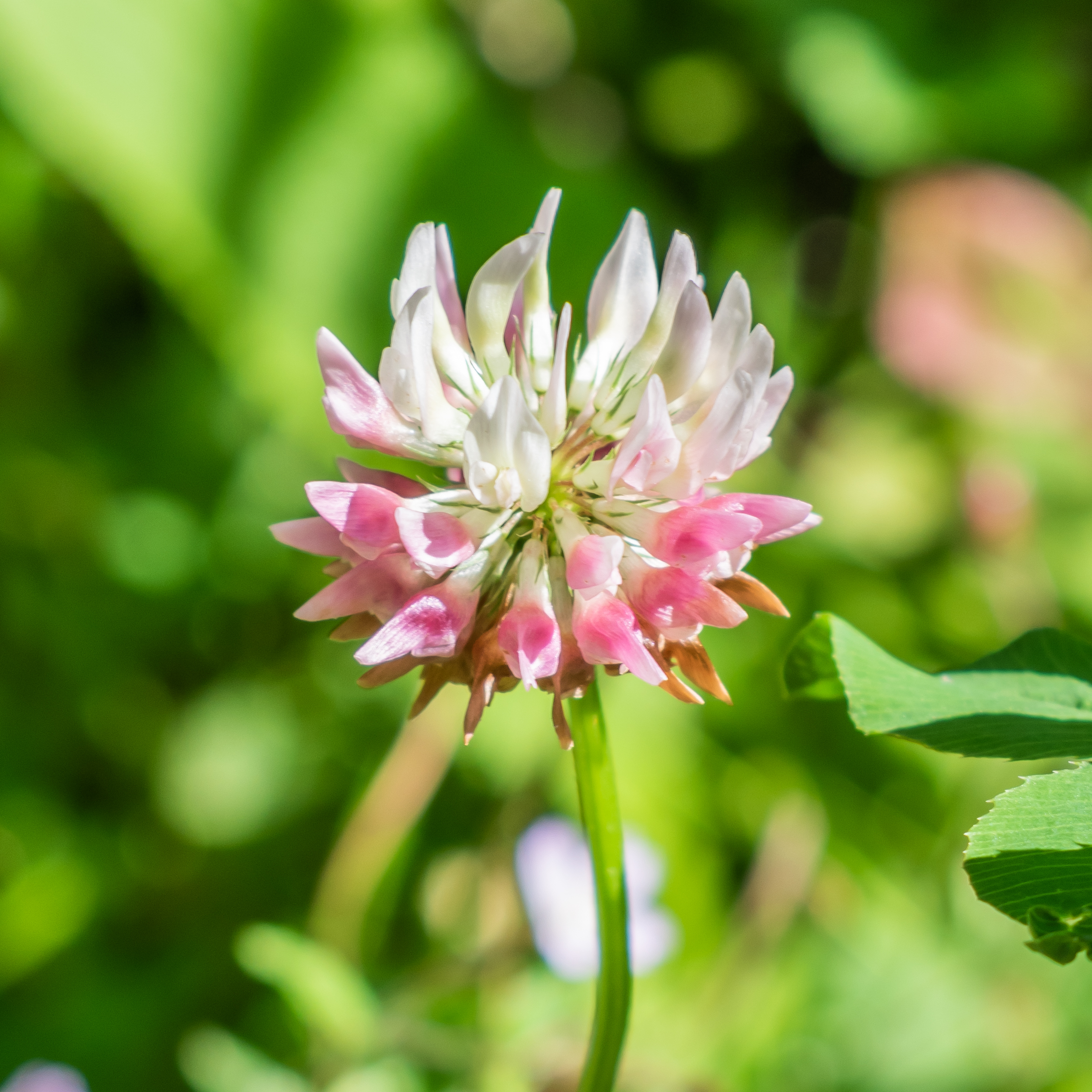
Blütenstand mit zygomorphen Blüten

### Vegetative Merkmale
Der Bleiche Klee ist eine sommergrüne, ausdauernde, krautige Pflanze. Er wächst mit kräftiger Pfahlwurzel und ohne Ausläufer lockerrasig. Die Pflanzenteile sind meist kahl. Die zahlreichen, nbis aufsteigenden und nicht bewurzelnden Stängel sind 5 bis 10, selten bis 20 Zentimeter lang, meist ohne Verzweigungen und kahl oder lediglich an der Oberseite schwach behaart.
Die Laubblätter sind, die unteren sind 4 bis 8 Zentimeter lang gestielt, die stängelständigen Blätter kürzer. Die Blattspreite ist dreizählig gefingert. Die Blattfiedern sind mit einer Länge von 6 bis 20 Millimetern und sind etwa halb so breit, ihre Form ist elliptisch bis verkehrt-eiförmig mit stumpfem oder spitzem oberen Ende. Sie haben 10 bis 20 Paare schwach vortretende Seitennerven, der Blattrand ist fein gezähnelt, die Blättchen sind kahl oder an den Nerven der Unterseite schwach behaart. Die Nebenblätter sind klein; bei den unteren Stängelblättern sind sie deutlich weniger als halb so lang wie der Blattstiel. Die Nebenblätter sind weißhäutig, eiförmig-lanzettlich, kahl und nur kurz mit dem Blattstiel verwachsen. Der freie Teil ist lang zugespitzt.

### Generative Merkmale
Die Blütezeit reicht von Juli und August. Der stängelständige oder scheinbar grundständige und aufrechte bis aufsteigende Blütenstandsschaft ist kräftig sowie 2 bis 9 Zentimeter lang. Der köpfchenförmige Blütenstand ist bei einem Durchmesser von 15 bis 25 Millimetern und zunächst kugelig und enthält viele Blüten. Die zerstreut behaarten und nach der Anthese zurückgekrümmten Blütenstiele sind bei einer Länge von 1,5 bis 4 Millimeter zumindest länger als die Tragblätter und die Kelchröhre.
Die zwittrige Blüte ist zygomorph und fünfzählig mit doppelter Blütenhülle. Der fast kahle Kelch ist zehnnervig, häutig und hat einen offenen, kahlen Schlund. Die Kelchzähne sind schmal-dreieckig mit zugespitztem oberen Ende; die oberen Kelchzähne sind wesentlich länger als die unteren und auch länger als die Kelchröhre. Die Krone ist mit einer Länge von 6 bis 10 Millimetern dreimal so lang wie der Kelch. Die  Kronblätter ist schmutzig-weiß bis rosafarben und werden nach der Anthese dunkel-braun. Die Fahne ist breit-elliptisch bis verkehrt-eiförmig, in einem Bogen nach aufwärts gekrümmt; ein Kiel fehlt. Die Flügel spreizen sich und enden stumpf.
Die kurz gestielte bis fast sitzende Hülsenfrucht ist nicht eingeschnürt und enthält meist zwei Samen. Die Samen sind linsen- bis nierenförmig.

### Chromosomenzahl
Die Chromosomenzahl beträgt 2n = 16.

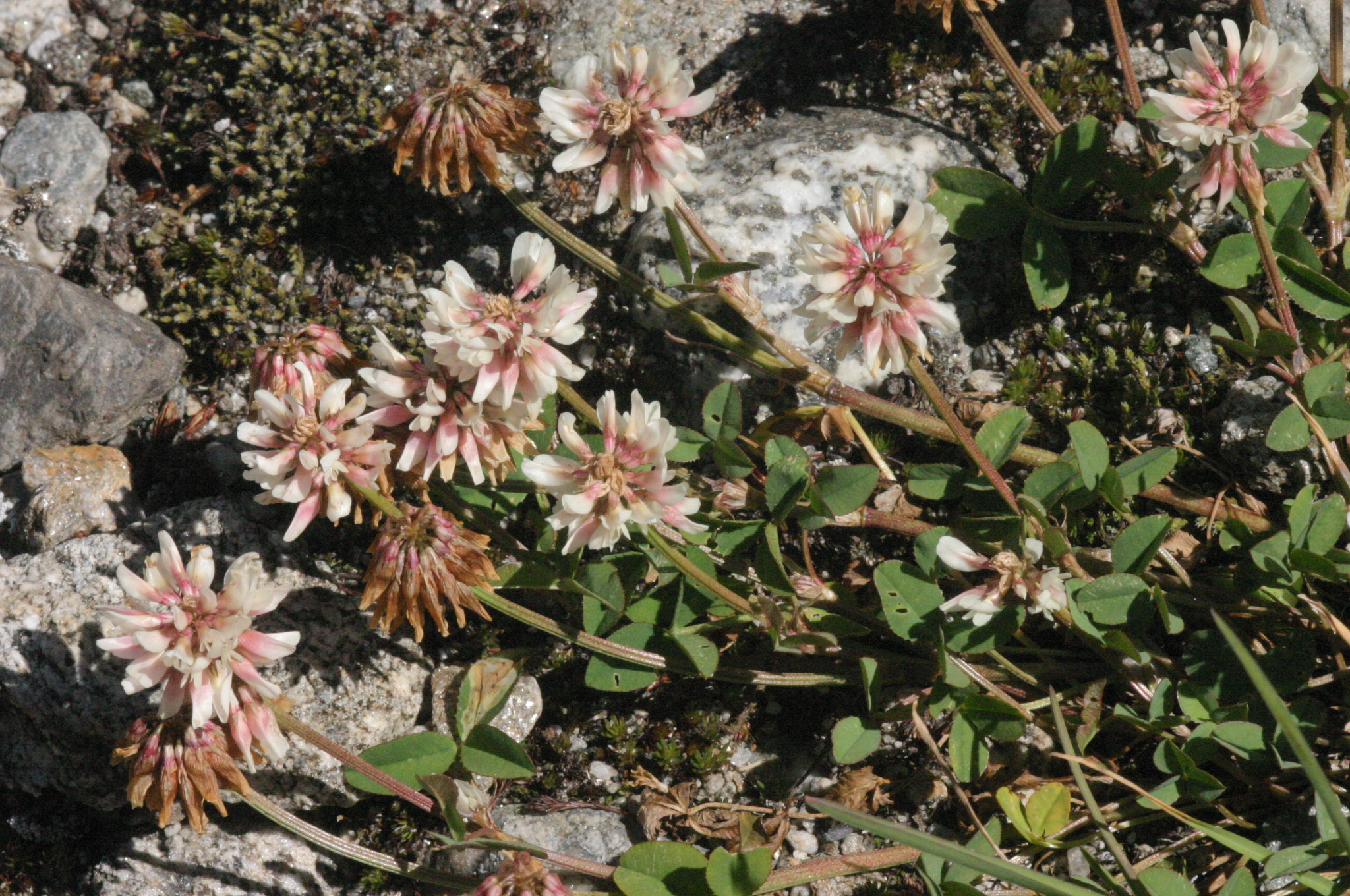
Habitus, Laubblätter und Blütenstände im Habitat

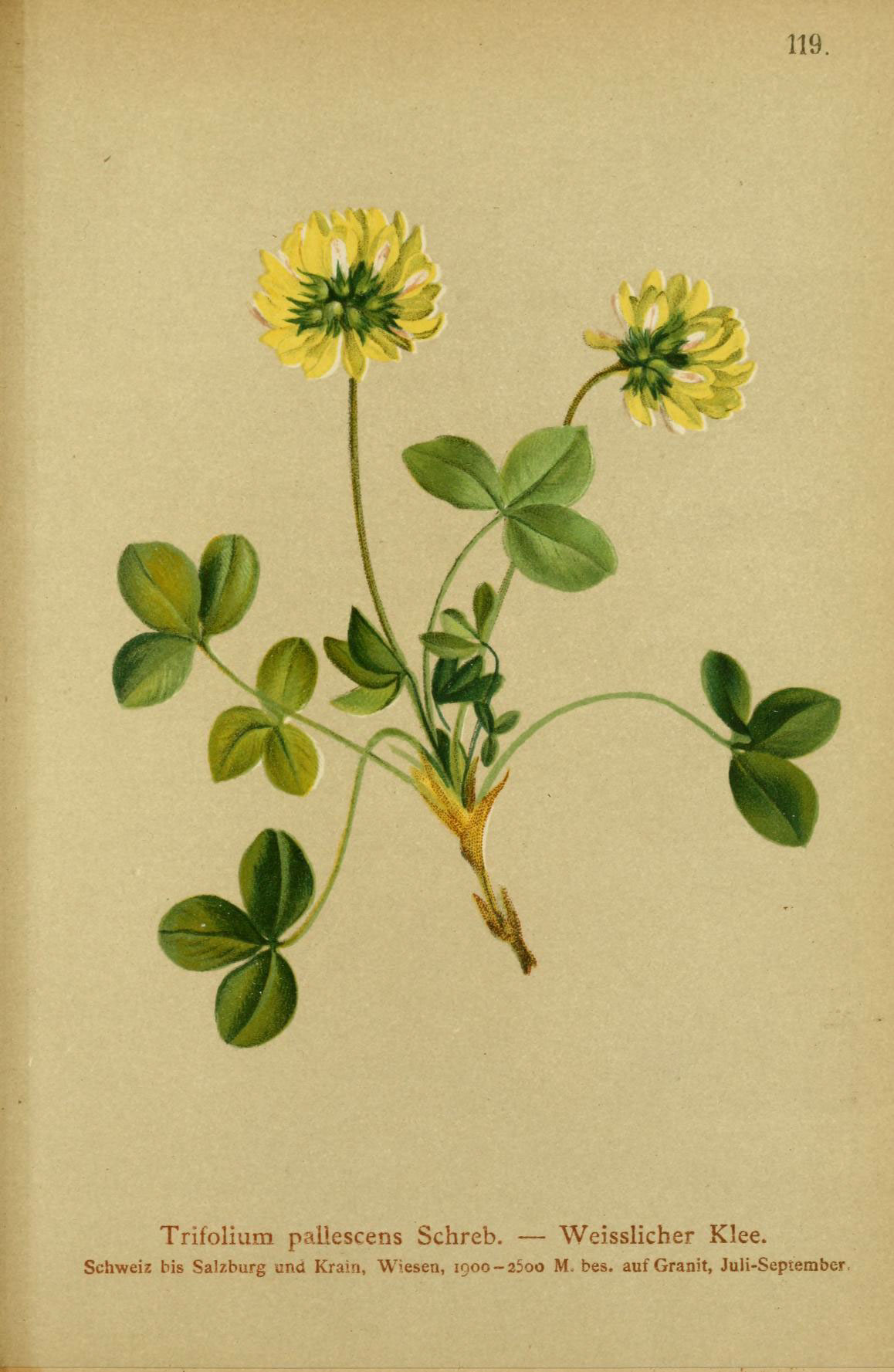
Illustration aus Atlas der Alpenflora, Tafel 119

## Ökologie
Beim Bleichen Klee handelt es sich um Hemikryptophyten. Als Blütenbesucher wurden Bienen, Hummeln und Schmetterlinge beobachtet.
Der Bleiche Klee ist ziemlich winterhart, sodass sie auch als Wintersteher an Schneeblößen überdauern kann.

## Vorkommen
Der Bleiche Klee kommt von Spanien über Frankreich, Italien, Schweiz und Österreich über den Balkan (Albanien bis Bulgarien) bis Griechenland sowie in die Ukraine vor. Er besitzt ursprüngliche Vorkommen in den Ländern Portugal, Spanien, Frankreich, Schweiz, Österreich, Italien, im früheren Jugoslawien, in Rumänien, Ukraine, Bulgarien, Albanien und Griechenland. In Deutschland fehlt diese Art.
Er wächst auf feuchtem Geröll, auf Moränen und Rasen. In den Ostalpen ist er auf die Silikat-Alpen beschränkt, gilt aber als pH-indifferent, da er auch auf kalkreicheren Böden vorkommt. Schmeil-Fitschen nennt diese Art kalkmeidend. Er kommt von der alpinen und der subnivalen Höhenstufe vor, in den Alpen in Höhenlagen von 1800 bis 3020 Metern. An der Tour de Ponton beim Aostatal erreicht er eine Höhenlage von 3100 Meter. Er ist pflanzensoziologisch eine Verbandscharakterart der Flußgeröllfluren des Epilobion fleischeri.
Die ökologischen Zeigerwerte nach Landolt et al. 2010 sind in der Schweiz: Feuchtezahl F = 3 (mäßig feucht), Lichtzahl L = 5 (sehr hell), Reaktionszahl R = 2 (sauer), Temperaturzahl T = 1+ (unter-alpin, supra-subalpin und ober-subalpin), Nährstoffzahl N = 2 (nährstoffarm), Kontinentalitätszahl K = 4 (subkontinental).
Moränen werden bereits kurz nach dem Eisrückzug besiedelt. Auf diesen Flächen erreichen die Pflanzenexemplare ein Alter von bis zu 10 Jahren.

## Systematik
Die Erstbeschreibung von Trifolium pallescens erfolgte 1804 durch Johann Christian von Schreber in Jacob W. Sturm: Deutschlands Flora …, Abteilung 1, Band 4, Heft 15. Ein Homonym von Trifolium pallescens Schreb. ist Trifolium pallescens DC. in Flore Française., 3. Édition (Suppl.), 1815, S. 555 veröffentlicht. Synonyme für Trifolium pallescens Schreb. sind Amoria pallescens (Schreb.) C.Presl, Trifolium arvernense Lamotte, Trifolium glareosum (Ser.) Boiss.
Trifolium pallescens gehört zur Untersektion Trifoliastrum der Sektion Trifolium in der Gattung Trifolium.